# Seven de Estados Unidos 2013
El Seven de Estados Unidos de 2013 fue el quinto torneo de la Serie Mundial de Seven de la IRB 2012-13. Se celebró el fin de semana del 8, 9 y 10 de febrero de 2013 en el Sam Boyd Stadium en Las Vegas, Estados Unidos. 16 equipos tomaron parte. Entre ellos, además de los 15 "core teams", un equipo designado por la IRB para este torneo;.

## Formato
Los equipos son distribuidos en cuatro grupos de cuatro equipos cada uno. Cada equipo juega una vez contra cada equipo de su grupo. Los dos mejores equipos de cada grupo avanzan al cuadro Cup/Plate. Mientras que los dos últimos equipos de cada grupo van al cuadro Bowl/Shield.

## Fase de grupos

### Grupo A
| Equipo     | Encuentros | Encuentros | Encuentros | Encuentros | Tantos  | Tantos    | Tantos     | Puntos |
| Equipo     | jugados    | ganados    | empatados  | perdidos   | a favor | en contra | diferencia | Puntos |
| ---------- | ---------- | ---------- | ---------- | ---------- | ------- | --------- | ---------- | ------ |
| Fiyi       | 3          | 3          | 0          | 0          | 61      | 43        | +18        | 9      |
| Escocia    | 3          | 2          | 0          | 1          | 38      | 24        | +1         | 7      |
| Portugal   | 3          | 1          | 0          | 2          | 45      | 38        | +7         | 5      |
| Inglaterra | 3          | 0          | 0          | 3          | 22      | 61        | −39        | 3      |

Nota: Se otorgan 3 puntos al equipo que gane un partido, 2 al que empate y 1 al que pierda

### Grupo B
| Equipo    | Encuentros | Encuentros | Encuentros | Encuentros | Tantos  | Tantos    | Tantos     | Puntos |
| Equipo    | jugados    | ganados    | empatados  | perdidos   | a favor | en contra | diferencia | Puntos |
| --------- | ---------- | ---------- | ---------- | ---------- | ------- | --------- | ---------- | ------ |
| Sudáfrica | 3          | 3          | 0          | 0          | 77      | 10        | +67        | 9      |
| Canadá    | 3          | 2          | 0          | 1          | 60      | 29        | +31        | 7      |
| Kenia     | 3          | 1          | 0          | 2          | 29      | 41        | −12        | 5      |
| Uruguay   | 3          | 0          | 0          | 3          | 7       | 93        | −86        | 3      |

### Grupo C
| Equipo        | Encuentros | Encuentros | Encuentros | Encuentros | Tantos  | Tantos    | Tantos     | Puntos |
| Equipo        | jugados    | ganados    | empatados  | perdidos   | a favor | en contra | diferencia | Puntos |
| ------------- | ---------- | ---------- | ---------- | ---------- | ------- | --------- | ---------- | ------ |
| Nueva Zelanda | 3          | 3          | 0          | 0          | 78      | 10        | +68        | 9      |
| Gales         | 3          | 2          | 0          | 1          | 39      | 61        | −22        | 7      |
| Argentina     | 3          | 1          | 0          | 2          | 26      | 46        | −20        | 5      |
| Francia       | 3          | 0          | 0          | 3          | 26      | 52        | −26        | 3      |

### Grupo D
| Equipo         | Encuentros | Encuentros | Encuentros | Encuentros | Tantos  | Tantos    | Tantos     | Puntos |
| Equipo         | jugados    | ganados    | empatados  | perdidos   | a favor | en contra | diferencia | Puntos |
| -------------- | ---------- | ---------- | ---------- | ---------- | ------- | --------- | ---------- | ------ |
| Samoa          | 3          | 3          | 0          | 0          | 59      | 26        | +33        | 9      |
| Estados Unidos | 3          | 1          | 0          | 2          | 36      | 45        | −9         | 5      |
| Australia      | 3          | 1          | 0          | 2          | 47      | 59        | −12        | 5      |
| España         | 3          | 1          | 0          | 2          | 43      | 55        | −12        | 5      |

## Fase Final

### Cuartos de final
| 9 de febrero | Fiyi | 21 - 19 | Estados Unidos |  |  |

| 9 de febrero | Nueva Zelanda | 17 - 0 | Canadá |  |  |

| 9 de febrero | Samoa | 12 - 5 | Escocia |  |  |

| 9 de febrero | Sudáfrica | 26 - 0 | Gales |  |  |

### Semifinal
| 10 de febrero | Fiyi | 14 - 19 | Nueva Zelanda |  |  |

| 10 de febrero | Samoa | 7 - 12 | Sudáfrica |  |  |

### Final
| 10 de febrero | Nueva Zelanda | 21 - 40 | Sudáfrica |  |  |

| Bandera de Sudáfrica   |
| Campeón Sudáfrica      |
| 1º título del circuito |